# Jablonná
Jablonná település Csehországban, a Příbrami járásban. Jablonná Milín, Dolní Hbity és Višňová településekkel határos. Lakosainak száma 418 fő (2024. január 1.).

## Népesség
A település lakosságának változását az alábbi diagram mutatja:
| Lakosok száma | 643  | 707  | 679  | 453  | 375  | 335  | 396  | 402  | 422  | 418  |
|               | 1869 | 1890 | 1921 | 1950 | 1980 | 2001 | 2017 | 2019 | 2022 | 2024 |